# (486958) Arrokoth
2014 MU69, conocido como Arrokoth y anteriormente apodado por la NASA como Ultima Thule (en principio llamado PT1 y 1110113Y por los equipos que controlan la misión New Horizons y el telescopio espacial Hubble), es un «objeto clásico del cinturón de Kuiper», elegido en agosto de 2015 como objeto de estudio por la sonda New Horizons, debido a que su órbita y posición se encontraban muy cerca de la trayectoria de la sonda. Tiene un diámetro de aproximadamente 33 kilómetros.

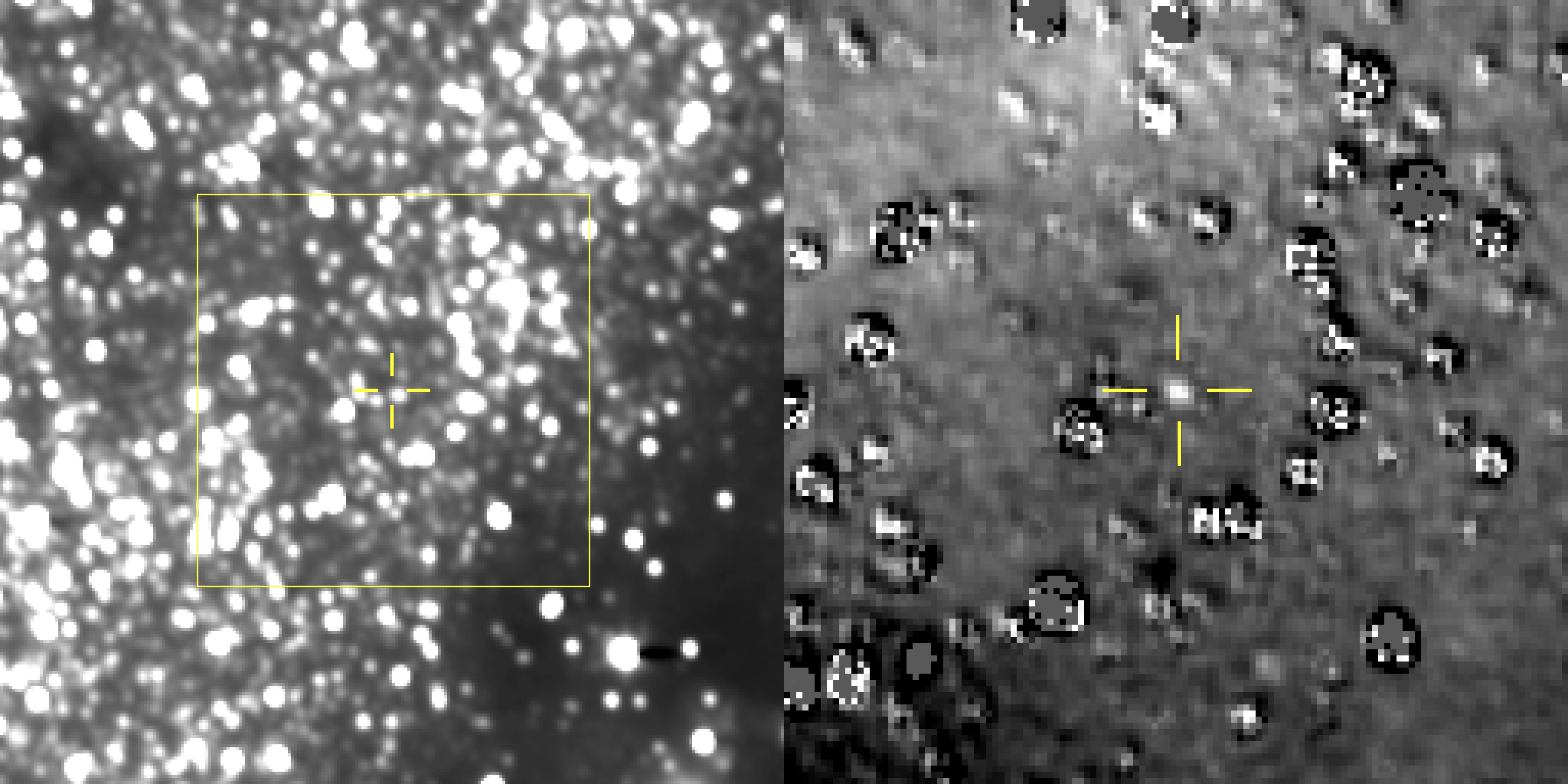
Primera imagen de Arrokoth hecha por New Horizons, tomada el 16 de agosto de 2018. Izquierda: Imagen en bruto. Derecha: Después de sustraer las estrellas de fondo.

Tras cambiar el rumbo en cuatro ocasiones (el 22, el 25, el 28 de octubre y el 4 de noviembre de 2015), al dejar atrás el primer destino (el planeta enano Plutón), la NASA redirigió la sonda hacia (486958) Arrokoth y tuvo una aproximación exitosa el 1 de enero de 2019.
El nombre 2014 MU69 es provisional, indicando simplemente que fue el objeto número 1745 descubierto entre el 16 y el 30 de junio de 2014.
El 13 de marzo de 2018, la NASA anunció que el asteroide recibió el apodo Ultima Thule. La decisión se basó en los resultados de una campaña de votación pública. Ultima Thule se utilizó como nombre no oficial para el objeto hasta que la NASA hizo oficial el nombre de Arrokoth.

## Historia

### Descubrimiento
2014 MU69 fue descubierto el 26 de junio de 2014 por el telescopio espacial Hubble en el transcurso de un estudio preliminar de posibles objetos del cinturón de Kuiper previstos de ser sobrevolados y estudiados con la sonda espacial New Horizons. Para su descubrimiento se utilizó el telescopio Hubble porque la magnitud aparente 26 que posee es demasiado débil para ser observado por cualquiera de los potentes telescopios existentes en nuestro planeta. Hubble también es muy preciso a la hora de medir su astrometría y, por consiguiente, determinar una órbita fiable.

### Designación
Cuando el 2014 MU69 fue observado por primera vez, fue etiquetado como 1110113Y y apodado como "11" para acortar su nombre. Su descubrimiento se convirtió pronto en un potencial objetivo para la sonda New Horizons, siendo anunciado este hecho en octubre de 2014 siendo designado el destino como PT1 ("Potential Target 1", destino potencial 1). Su calificación oficial se realizó por el Centro de Planetas Menores en marzo de 2015 tras recopilar la información astronómica suficiente para el proyecto.

## Características
Tras ser estudiado su brillo y su distancia, el 2014 MU69 tiene un tamaño estimado de aproximadamente 30-45 kilómetros, con un periodo orbital de 293 años, una inclinación orbital de 2,451 grados, siendo su excentricidad de 0,047. Estos valores orbitales son indicativos de las bajas temperaturas que existen en esa zona del cinturón de Kuiper donde apenas se aprecian importantes perturbaciones. Las observaciones realizadas entre mayo y julio de 2015 redujeron en gran medida las dudas existentes de su órbita. La magnitud absoluta de 2014 MU69 es 11,1.
2014 MU69 tiene un espectro rojo, lo que lo convierte en el objeto más pequeño del cinturón de Kuiper del que se ha medido su color.

## Características orbitales
2014 MU69 está situado a una distancia media del Sol de 44,45 ua, pudiendo alejarse hasta 46,55 ua y acercarse hasta 42,36 ua. Emplea 108273 días en completar una órbita alrededor del Sol.

## Exploración

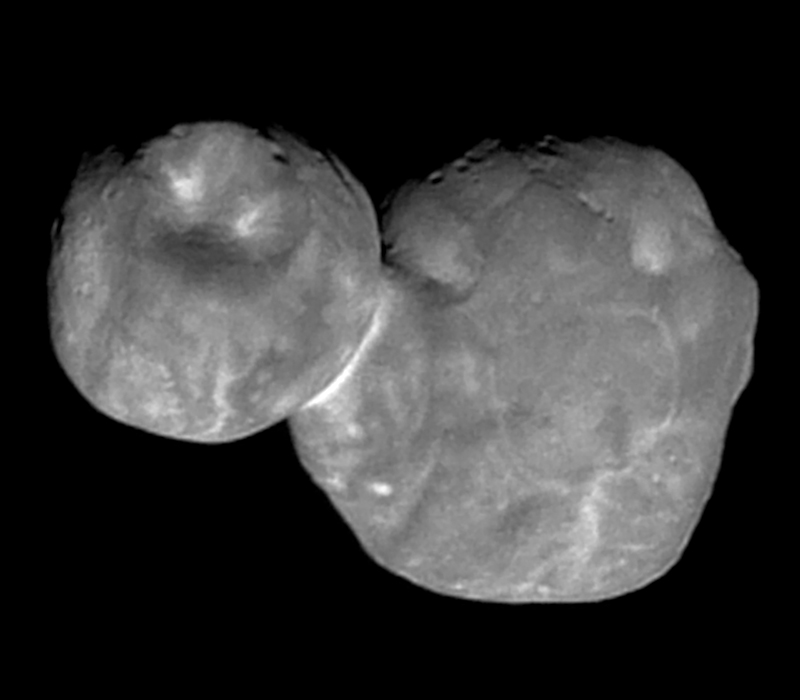
en escala de grises visto por New Horizons.

La sonda New Horizons completó su primera misión de sobrevolar sobre Plutón y realizó una maniobra para sobrevolar 2014 MU69 en la fecha estimada de 31 de diciembre de 2018 y 1 de enero de 2019, encontrándose en ese momento a una distancia de 43,4 unidades astronómicas desde el Sol a la constelación Sagitario. A esta distancia, las comunicaciones mediante señales de radio entre la Tierra y New Horizons son de 6 horas. La sonda estaba programada para que durante el día 28 de diciembre de 2018, tres días antes del sobrevuelo, enviase las primeras imágenes del asteroide.
2014 MU69 es el primer objetivo seleccionado para ser sobrevolado después de que fuera lanzada la sonda espacial. La New Horizons alcanzó al menos la distancia de 3500 km de su objetivo, tres veces más cerca que el encuentro conseguido con Plutón. A esta distancia sus imágenes tienen una resolución de hasta 30 metros por pixel.
Los objetivos científicos del sobrevuelo incluyen la caracterización de la geología y la morfología de 2014 MU69, el mapeo de su superficie y su composición (búsqueda de amoníaco, monóxido de carbono, metano y agua helada). Se llevarán a cabo búsquedas para orbitar moonlets, coma, anillos y el entorno circundante.
El 1 de enero de 2019 a las 05:33 UTC, la sonda realizó su sobrevuelo más cercano al objeto, a una distancia de 3540 kilómetros. Al día siguiente, el equipo de New Horizons reveló en una conferencia de prensa las primeras imágenes e información recopilada por la sonda del objeto. La sonda ha confirmado que 2014 MU69 es un binario de contacto.